# Imperio maratha
El Imperio maratha, también conocido como Confederación maratha (en maratí: मराठा साम्राज्य Marāṭhā Sāmrājya), fue una organización estatal que existió en el subcontinente indio entre 1674 y 1818.
El imperio fue fundado por Shivaji en 1674 cuando se instauró una zona independiente maratha alrededor de Pune desde el sultanato de Bijapur. Tras un periodo de revueltas y guerras de guerrillas con el emperador mogol Aurangzeb, Shivaji murió en 1680, dejando un reino maratha grande y estratégicamente situado. La invasión mogola se inició sobre 1680 y duró hasta 1707, y durante estos años, los marathas lucharon por su liberación. Finalmente, derrotaron a los mogoles, quienes fueron forzados a retirarse de las posesiones maratha. Shanu, un nieto de Shivaji, se convirtió en Chatrapati, y permaneció hasta su muerte en 1749 como el núcleo del poder maratha. Tras su muerte, el poder pasó a manos de los peshwa. La tercera batalla de Panipat en 1761 lisió al imperio, corroyendo el poder de los peshwa para siempre. En ese momento, la Confederación Maratha se convirtió en la verdadera autoridad en el poder, con un rey y un primer ministro. El último Peshwa, Baji Rao II, fue derrotado por las tropas británicas en la tercera guerra anglo-maratha, pero la memoria de Shivaji dejó las heridas abiertas, y a finales del siglo XIX, una ola de revoluciones sociopolíticas provocaron la transformación completa del Estado y futura República de la India.

## El reinado de Shivaji
Los marathas hindúes habían vivido durante mucho tiempo en la región de Desh, alrededor de Satara, en la parte occidental de la llanura de Decán, donde encontraron las laderas orientales de las montañas Sahyadri, y resistieron las incursiones en la región de los gobernantes musulmanes mogoles del norte del continente indio. Bajo el reinado de su líder, Shivaji, los maratha se libraron de los sultanes musulmanes de Bijapur, en el sudeste, y se convirtieron en un pueblo mucho más agresivo, comenzando a saquear con frecuencia los territorios mogoles, y saqueando en 1664 el puerto mogol de Surat. Shivaji se proclamó emperador en 1674. Los maratha se habían extendido y conquistado gran parte de la India central a la muerte de Shivaji en 1680.

## Los sucesores de Shivaji
En 1681, Sambhaji, uno de los dos hijos de Shivaji que competían por el trono, ganó finalmente la partida, consiguiendo coronarse y reanudando la política expansionista de su padre. Para anular cualquier alianza entre Rajput y Maratha, así como para continuar su largo enfrentamiento con los sultanatos del Deccan, el emperador mogol Aurangzeb encabezó en 1682 una expedición hacia el sur con toda su corte imperial, la administración y un ejército de unos 180.000 soldados para conquistar los sultanatos de Bijapur y Golconda. En 1688, Sambhaji fue capturado, torturado y finalmente descuartizado.
Rajaram, el hermano de Sambhaji y su anterior rival, asumió ahora el trono. En 1700, Satara, el lugar donde Shivaji al principio ubicó la capital, cayó bajo el asedio de los mogol. Sobre esa época se produjo también la muerte de Rajaram. Su viuda, Tarabai, asumió el control en nombre de su hijo, Sambaji II. Se ofreció una tregua, que el emperador mogol rechazó. Entonces Tarabai lideró de forma heroica a los marathas, cruzando en 1705 Narmada y entrando en Malwa, entonces posesiones mogolas. Esta fue una batalla decisiva donde los mogoles perdieron su posición prominente en el subcontinente indio para siempre. Los marathas emergieron como pueblo victorioso tras aquella larga y dura lucha. Los soldados y comandantes que participaron en aquella guerra vieron la expansión real del Imperio Maratha, en contra de la tendencia al feudalismo interno que se inició posteriormente, y que continuó hasta la derrota de los maratha por los ingleses en 1818.
Tras la muerte del emperador, Shanuji, hijo del desmembrado Sambhaji (y nieto de Shivaji), fue liberado por Bahadur Shah, el siguiente emperador mogol. Inmediatamente reclamó el trono maratha, desafiando a su tía Tarabai y a su hijo Sambaji II, lo que convirtió el ahora renqueante conflicto mogol-maratha en un asunto a tres bandas.

## Shahu, el Chatrapati
En 1713 Farrukhsiyar se declaró emperador mogol. Su apuesta por el poder dependía en gran parte de sus dos hermanos, conocidos como los Saiyids, uno de los cuales había sido gobernador de Prayagraj, y el otro gobernador de Patna. Las negociaciones entre los Saiyids y Peshwa Balaji Vishwanath, un representante civil de Shahu, condujo a los marathas a la venganza contra el emperador. Un ejército de marathas comandado por Parsoji Bhosale marcharon hacia Delhi sin oposición, tratando de deponer al emperador. En devolución de esta ayuda, Balaji Vishwanath trató de negociar un tratado. Shanuji aceptaría el gobierno mogol en el Deccan, proporcionando fuerzas para el ejército imperial y pagando un tributo anual, pero recibió como contestación una orden imperial que le garantizaba la independencia en el territorio maratha, además de derechos sobre Chauth y Sardeshmukh (lo que representaba el 35 por ciento de los ingresos totales por impuestos) en Guyarat, Malwa y las seis provincias del Deccan bajo soberanía mogol.
Tras la muerte de Balaji Vishwanath en abril de 1719, su hijo Baji Rao I fue nombrado Peshwa por Chattrapati Shahuji. Shahuji fue uno de los emperadores más clementes, y poseía la importante capacidad de reconocer el talento de las personas. De hecho, causó una verdadera revolución social al llevar nuevos talentos hasta el poder independientemente de su baja condición social. Esto era un importante signo de la movilidad social del Imperio Maratha que además permitió su rápida expansión.
Comerciantes como Balaji o su hijo, hombres ordinarios como Shinde o Holkar, debieron su posición al aura de este gran príncipe. Hasta su muerte en 1749, controló el Imperio Maratha con mano dura. A pesar de la oposición del resto de las facciones de la corte, reconoció el talento de Baji Rao I, poniéndolo al frente del ejército imperial, bien entrenado y con le experiencia que le daban las largas y duras batallas libradas. Baji Rao llegó a Rayastán en 1735, a Delhi en 1737 y a Orissa y Bengala en 1740. Baji Rao murió en 1740 tras una serie de conquistas que consolidaron el poder de los marathas, y es recordado como uno de los mejores generales de su época.
El hijo de Baji Rao, Balaji Bajirao (Nanasaheb) fue nombrado Peshwa por Shahu después de considerarlo debidamente. El periodo entre 1741 y 1745 fue de una relativa calma en el Deccan. Sahuji murió en 1749, dejando la autoridad en favor de su Peshwa.

## Era de los Peshwa
Durante esta era, los Peshwas pertenecientes a la Familia Bhat controlaron el Ejército Maratha y luego se convirtieron en gobernantes de facto del Imperio Maratha. Durante su reinado, el Imperio dominó la mayor parte del subcontinente indio.

### Balaji Vishwanath
Shahu nombró Peshwa a Balaji Vishwanath en 1713. Desde su tiempo, el cargo de Peshwa se convirtió en supremo mientras que Shahuji se convirtió en una figura decorativa.
- Su primer logro importante fue la conclusión del Tratado de Lonavala en 1714 con Kanhoji Angre, el jefe naval más poderoso de la costa occidental. Más tarde aceptó a Shahuji como Chhatrapati.
- En 1719, un ejército Maratha marchó a Delhi después de derrotar a Sayyid Hussain Ali, el gobernador mogol de Deccan, y depuso al emperador mogol. Los emperadores mogoles se convirtieron en marionetas en manos de sus señores Maratha a partir de este momento.

### Baji Rao I
Después de la muerte de Balaji Vishwanath en abril de 1720, su hijo, Baji Rao I, fue nombrado Peshwa por Shahu. A Bajirao se le atribuye la expansión del Imperio Maratha diez veces del 3% al 30% del moderno territorio indio entre 1720-1740. Luchó en más de 41 batallas antes de su muerte en abril de 1740 y tiene fama de nunca haber perdido una.
- La Batalla de Palkhed fue una batalla terrestre que tuvo lugar el 28 de febrero de 1728 en el pueblo de Palkhed, cerca de la ciudad de Nashik, Maharashtra, India, entre Baji Rao I y Qamar-ud-din Khan Asaf Jah I de Hyderabad. Los Marathas derrotaron a los Nizam. La batalla se considera un ejemplo de ejecución brillante de la estrategia militar.
- En 1737, los Marathas bajo Bajirao I atacó los suburbios de Delhi en una guerra relámpago en la Batalla de Delhi (1737)
- El Nizam dejó Deccan para ayudar a sus señores Mogoles de la invasión de Marathas, pero fue derrotado decisivamente en la Batalla de Bhopal. Los Marathas extrajeron un gran tributo de los Mogoles y firmaron un tratado que cedió Malwa a los Marathas.
- La batalla de Vasai se librada entre los Marathas y los gobernantes portugueses de Vasai, un pueblo que se encuentra en la costa norte del arroyo Vasai, a 50 km al norte de Mumbai. Los Marathas fueron liderados por Chimaji Appa, hermano de Baji Rao. La victoria de Maratha en esta guerra fue un gran logro del tiempo de Baji Rao en el cargo.

### Balaji Baji Rao
El hijo de Baji Rao, Balaji Bajirao (Nanasaheb), fue designado como el próximo Peshwa por Shahuji a pesar de la oposición de otros jefes.
- En 1740 las fuerzas Maratha dirigidas por Raghoji Bhosale, invadieron Arcot y derrotaron al Nawab de Arcot, Dost Ali, en el paso de Damalcherry. En la guerra que siguió, Dost Ali, uno de sus hijos Hasan Ali, y varias otras personas prominentes perdieron la vida. Este éxito inicial, a la vez, mejoró el prestigio Maratha en el sur. Desde Damalcherry, los Marathas procedieron a Arcot, que se rindió sin mucha resistencia. Luego, Raghuji invadió Trichinopoly en diciembre de 1740. Incapaz de resistirse, Chanda Saheb entregó el fuerte a Raghuji el 14 de marzo de 1741. Chanda Saheb y su hijo fueron arrestados y enviados a Nagpur.
- Rajputana también estuvo bajo el dominio de Maratha durante este tiempo.
- En junio de 1756, Luis Mascarenhas, conde de Alva (Conde de Alva), el virrey portugués fue asesinado en acción por el ejército Maratha en Goa.

#### Las invasiones en Bengala
Después de la exitosa campaña de Karnataka y Trichinopolly, Raghuji regresó de Karnataka. Realizó seis expediciones a Bengala desde 1741 a 1748. Raghuji pudo anexar Odisha a su reino de forma permanente mientras explotaba con éxito las condiciones caóticas que prevalecían en Bengala después de la muerte de su gobernador Murshid Quli Khan en 1727. Constantemente acosado por los Bhonsles, Odisha, Bengala y partes de Bihar fueron arruinadas económicamente. Alivardi Khan, el Nawab de Bengala, hizo las paces con Raghuji en 1751, cediendo Cuttack (Odisha) hasta el río Subarnarekha, y acordó pagar 1.2 millones de rupias anuales como Chauth para Bengala y Bihar.
Durante su ocupación de Bengala Occidental, los Marathas perpetraron atrocidades contra la población local. Estas atrocidades fueron registradas por fuentes bengalíes y europeas, que informaron que los Marathas exigieron pagos y torturaron y mataron a cualquiera que no pudiera pagar. Fuentes neerlandesas estiman que un total de 400,000 personas en Bengala fueron asesinadas por los Marathas. Según fuentes bengalíes, las atrocidades llevaron a gran parte de la población local a oponerse a los Marathas y a desarrollar el apoyo a los Nawabs.

#### Conquistas afganas
Balaji Bajirao alentó la agricultura, protegió a los aldeanos y produjo una mejora notable en el estado del territorio. Raghunath Rao, hermano de Nanasaheb, avanzó a raíz de la retirada afgana después del saqueo de Delhi por Ahmad Shah Durrani en 1756. Delhi fue capturada por el ejército Maratha bajo Raghunath Rao en agosto de 1757, derrotando a la guarnición afgana en la batalla de Delhi. Esto sentó las bases para la conquista Maratha del noroeste de la India. En Lahore, como en Delhi, los Marathas ahora eran jugadores importantes. Después de la Batalla de Attock (1758), los Marathas capturaron Peshawar derrotando a las tropas afganas en la Batalla de Peshawar el 8 de mayo de 1758.

#### Invasión Maratha de Delhi y Rohilkhand
Justo antes de la batalla de Panipat en 1761, los Marathas saquearon el "Diwan-i-Khas" o Salón de Audiencias Privadas en el Fuerte Rojo de Delhi, que era el lugar donde los emperadores mogoles solían recibir cortesanos e invitados estatales, en uno de sus expediciones a Delhi.
"Los Marathas a quienes les costó mucho dinero despojaron el techo del Diwan-i-Khas de su plata y saquearon los santuarios dedicados a los santos musulmanes".
Durante la invasión maratha de Rohilkhand en la década de 1750:
"Los Marathas derrotaron a los Rohillas, los obligaron a buscar refugio en las colinas y saquearon su país de tal manera que los Rohillas temieron a los Marathas y los odiaron para siempre".

#### Tercera batalla de Panipat
En 1759, los Marathas bajo Sadashivrao Bhau (referido como Bhau o Bhao en las fuentes) respondieron a las noticias del regreso de los afganos al norte de la India enviando un gran ejército al norte. Las fuerzas de Bhau fueron reforzadas por algunas fuerzas Maratha de los Holkar, Scindia, Gaikwad y de Govind Pant Bundele. El ejército combinado de más de 100,000 soldados regulares volvió a capturar la antigua capital Mogol, Delhi, expulsando a la guarnición afgana en agosto de 1760. Delhi había sido reducida a cenizas en numerosas ocasiones debido a invasiones anteriores, y había una grave escasez de suministros en el campo Maratha. Bhau ordenó el saqueo de la ciudad ya despoblada. Se dice que planeó colocar a su sobrino y al hijo de los Peshwa, Vishwasrao, en el trono mogol. En 1760, con la derrota del Nizam en el Deccan, el poder de los Maratha había alcanzado su cenit con un territorio de más de 2,500,000 millas cuadradas (6,500,000 km 2).
Ahmad Shah Durrani llamó a los Rohillas y al Nawab de Oudh para que lo ayudaran a expulsar a los Marathas de Delhi. Los enormes ejércitos musulmanes y Marathas se enfrentaron el 14 de enero de 1761 en la Tercera Batalla de Panipat. El ejército Maratha perdió la batalla, lo que detuvo su expansión imperial. Los Jats y Rajputs no apoyaron a los Marathas. Su retirada de la batalla posterior jugó un papel crucial en su resultado. Los historiadores han criticado el tratamiento de Maratha de otros grupos hindúes. Kaushik Roy dice: "El tratamiento de los Marathas hacia sus compañeros co-religiosos -Jats y Rajputs- fue definitivamente injusto y finalmente tuvieron que pagar su precio en Panipat, donde las fuerzas musulmanas se habían unido en nombre de la religión". Los Marathas habían antagonizado con los Jats y los Rajputs gravándolos fuertemente, castigándolos después de derrotar a los Mogoles e interferir en sus asuntos internos. Los Marathas fueron abandonados por Raja Suraj Mal de Bharatpur y los Rajputs, quienes abandonaron la alianza Maratha en Agra antes del comienzo de la gran batalla y retiraron sus tropas cuando el general Maratha Sadashivrao Bhau no prestó atención a los consejos de dejar a las familias de soldados (mujeres y niños) y peregrinos en Agra y no llevarlos al campo de batalla con los soldados, rechazando su cooperación. Sus cadenas de suministro (aseguradas anteriormente por Raja Suraj Mal y Rajputs) no existían.

### Peshwa Madhav Rao I
Peshwa Madhavrao I fue el cuarto Peshwa del Imperio Maratha. Fue durante su mandato que tuvo lugar la Resurrección del Imperio Maratha. Trabajó como una fuerza unificadora en el Imperio y se trasladó hacia el sur para someter al Nizam y a Mysore para afirmar el poder Maratha. Envió generales como Bhonsle, Scindia y Holkar al norte, donde restablecieron la autoridad Maratha a principios de la década de 1770.
El profesor G.S. Chhabra escribió:
"Aunque era joven, Madhav Rao tenía la cabeza fría y calculadora de un hombre experimentado. La diplomacia mediante la cual podía ganarse a su tío Raghoba cuando no tenía fuerzas para luchar y la forma en que podía aplastar su poder cuando tenía los medios para hacerlo más tarde demostró en él un genio que sabe cuándo y cómo actuar. El formidable poder de los Nizam fue aplastado, Hyder Ali, que era un terror incluso para los británicos, se sintió humilde y, antes de morir en 1772, los Marathas estaban casi allí en el norte, donde habían estado antes de Panipat. ¿Qué no podrían haber logrado los Marathas si Madhav hubiera seguido viviendo solo unos años más? El destino no estaba a favor de los Marathas, la muerte de Madhav fue un golpe mayor que la derrota de Panipat y de este golpe nunca más pudieron recuperarse."
Madhav Rao murió en 1772, a la edad de 27 años. Su muerte se considera un golpe fatal para el Imperio Maratha y desde ese momento el poder de Maratha comenzó a moverse en una trayectoria descendente, menos un imperio que una confederación.

## Era de la confederación
En un intento por gestionar eficazmente el gran imperio, Madhavrao Peshwa dio semiautonomía a los señores más fuertes. Después de la muerte de Peshwa Madhavrao I, varios jefes y estadistas se convirtieron en gobernantes y regentes de facto para el infante Peshwa Madhavrao II. Por lo tanto, los estados semiautónomos Maratha surgieron en regiones remotas del imperio: 
- Peshwas de Pune.
- Gaekwads de Baroda.
- Holkars de Indore.
- Scindias de Gwalior y Ujjain.
- Bhonsle de Nagpur (sin relación de sangre con la familia de Shivaji o Tarabai).
- Puars de Dewas y Dhar.
- Incluso en el reino original de Shivaji, muchos señores recibieron cargos semiautónomos de pequeños distritos, lo que llevó a los estados principescos Sangli, Aundh, Bhor, Bawda, Phaltan, Miraj, etc. Los pawars de Udgir también formaban parte de la confederación.

### Grandes eventos
- Después del crecimiento del poder de los señores feudales como los sardales de Malwa, terratenientes de los reinos de Bundelkhand y Rajput de Rajasthan, se negaron a rendir homenaje a Mahadji. Entonces envió a su ejército a conquistar estados como Bhopal, Datiya, Chanderi, Narwar, Salbai y Gohad. Sin embargo, lanzó una expedición infructuosa contra el Raja de Jaipur, pero se retiró después de la inconclusa Batalla de Lalsot en 1787.
- La Batalla de Gajendragad se libró entre los Marathas bajo el mando de Tukojirao Holkar (el hijo adoptivo de Malharrao Holkar) y Tipu Sultan desde marzo de 1786 hasta marzo de 1787 en el que Tipu Sultan fue derrotado por los Marathas. Por la victoria en esta batalla, la frontera del territorio Maratha se extendió hasta el río Tungabhadra.
- El fuerte de Gwalior estaba entonces en manos de Chhatar Singh, el gobernante Jat de Gohad. En 1783, Mahadji asedió el fuerte de Gwalior y lo conquistó. Delegó la administración de Gwalior a Khanderao Hari Bhalerao. Después de celebrar la conquista de Gwalior, Mahadji Shinde volvió su atención a Delhi.
- En 1788, los ejércitos de Mahadji derrotaron a Ismail Beg, un noble mogol que resistió a los Marathas. El jefe Rohilla, Ghulam Kadir, aliado de Ismail Beg, se hizo cargo de Delhi, capital de la dinastía mogol y depuso y cegó al rey Shah Alam II, colocando una marioneta en el trono de Delhi. Mahadji intervino y lo mató, tomando posesión de Delhi el 2 de octubre, restaurando a Shah Alam II al trono y actuando como su protector.
- Jaipur y Jodhpur, los dos estados Rajput más poderosos, todavía estaban fuera del dominio directo de Maratha. Entonces, Mahadji envió a su general Benoît de Boigne para aplastar a las fuerzas de Jaipur y Jodhpur en la Batalla de Patan. Marwar también fue capturado el 10 de septiembre de 1790.
- Otro logro de los Marathas fueron sus victorias sobre los ejércitos del Nizam de Hyderabad, incluida la Batalla de Kharda.

### Guerra contra Mysore, saqueo de Sringeri, alianza británica
Los Marathas entraron en conflicto con Tipu Sultan y su Reino de Mysore, lo que condujo a la Guerra Maratha-Mysore en 1785. La guerra terminó en 1787 con los Marathas siendo derrotados por Tipu Sultan. En 1791–92, grandes áreas de la Confederación Maratha sufrieron una pérdida masiva de población debido a la hambruna de Doji bara.
En 1791, irregulares del ejército de Maratha como lamaans y pindari asaltaron y saquearon el templo de Sringeri Shankaracharya, matando e hiriendo a muchas personas, incluidos los brahmanes, saqueando el monasterio de todas sus posesiones valiosas, y profanando el templo al desplazar la imagen de la diosa Sarada. El titular Shankaracharya solicitó ayuda a Tipu Sultan. Un grupo de aproximadamente 30 cartas escritas en kannada, que fueron intercambiadas entre la corte de Tipu Sultan y el Sringeri Shankaracharya, fueron descubiertas en 1916 por el director de Arqueología en Mysore. Tipu Sultan expresó su indignación y dolor ante la noticia de la redada: 
"Las personas que han pecado contra un lugar tan sagrado seguramente sufrirán las consecuencias de sus fechorías en ninguna fecha lejana en esta era de Kali de acuerdo con el verso:" Hasadbhih kriyate karma rudadbhir-anubhuyate "(La gente hace actos [malvados] sonriendo pero sufrir las consecuencias llorando) ".
Tipu Sultan inmediatamente ordenó al Asaf de Bednur que suministrara a los Swami 200 rahati en efectivo y otros regalos y artículos. El interés de Tipu Sultan en el templo Sringeri continuó durante muchos años, y todavía estaba escribiendo a los Swami en la década de 1790.
El Imperio Maratha pronto se alió con la Compañía Británica de las Indias Orientales (con sede en la Presidencia de Bengala) contra Mysore en las Guerras Anglo-Mysore. Después de que los británicos sufrieron la derrota contra Mysore en las dos primeras guerras anglo-mysore, la caballería Maratha ayudó a los británicos en las últimas dos guerras anglo-mysore desde 1790 en adelante, y finalmente ayudó a los británicos a conquistar Mysore en la cuarta guerra anglo-mysore en 1799. Después de la conquista británica, sin embargo, los marathas lanzaron incursiones frecuentes en Mysore para saquear la región, que se justifican como compensación por las pérdidas pasadas a Tipu Sultan.

### Intervención británica
En 1775, la British East India Company, desde su base en Bombay, intervino en una lucha de sucesión en Pune, en nombre de Raghunathrao (también llamado Raghobadada), que quería convertirse en Peshwa del imperio. Las fuerzas Marathas bajo Tukojirao Holkar y Mahadaji Shinde derrotaron a una fuerza expedicionaria británica en la Batalla de Wadgaon, pero los pesados términos de rendición, que incluían el regreso del territorio anexo y una parte de los ingresos, fueron rechazados por las autoridades británicas en Bengala y la lucha continuó. Lo que se conoció como la Primera Guerra Anglo-Maratha terminó en 1782 con una restauración del statu quo anterior a la guerra y el abandono por parte de la Compañía de las Indias Orientales de la causa de Raghunathrao.
En 1799, Yashwantrao Holkar, conquistó Ujjain y luego comenzó a hacer campaña hacia el norte para expandir su imperio en esa región. Yashwant Rao se rebeló contra las políticas del Peshwa Baji Rao II. En mayo de 1802, marchó hacia Pune, la sede de los Peshwa. Esto dio lugar a la Batalla de Poona en la que los Peshwa fueron derrotados. Después de la Batalla de Poona, la huida del Peshwa dejó el gobierno del estado de Maratha en manos de Yashwantrao Holkar. Nombró a Amrutrao como Peshwa y se retiró a Indore el 13 de marzo de 1803. Todos excepto el jefe de Baroda, que ya había aceptado la protección británica mediante un tratado secreto firmado el 26 de julio de 1802, apoyó el nuevo régimen. Hizo un tratado con los británicos. Además, Yashwant-Rao resolvió con éxito las disputas con los Scindia y los Peshwa. Intentó unir a la Confederación Maratha pero fue en vano. En 1802, los británicos intervinieron en Baroda para apoyar al heredero al trono contra los demandantes rivales y firmaron un tratado con el nuevo Maharajá reconociendo su independencia del Imperio Maratha a cambio de su reconocimiento de la supremacía británica. Antes de la Segunda Guerra Anglo-Maratha (1803–1805), el Peshwa Baji Rao II firmó un tratado similar. La derrota en la Batalla de Delhi, 1803 durante la Segunda Guerra Anglo-Maratha resultó en la pérdida de la ciudad de Delhi para los Marathas. 
La Segunda Guerra Anglo-Maratha representa la última oposición seria a la formación del Raj británico. La verdadera competencia por la India nunca fue una batalla decisiva por el subcontinente. Más bien se convirtió en una compleja lucha social y política por el control de la economía militar del sur de Asia. La victoria en 1803 dependió tanto de las finanzas, la diplomacia, la política y la inteligencia como lo hizo en la maniobra del campo de batalla y la guerra misma. 
Finalmente, la tercera guerra anglo-maratha (1817-1818) resultó en la pérdida de la independencia de estos. Dejó a los británicos en control de la mayor parte de la India. El Peshwa fue exiliado a Bithoor (Marat, cerca de Kanpur, Uttar Pradesh) como pensionado de los británicos. El corazón de Desh en Maratha, incluido Pune, quedó bajo el dominio británico directo, con la excepción de los estados de Kolhapur y Satara, que retuvieron a los gobernantes locales Maratha (descendientes de Shivaji y Sambhaji II que gobernaron sobre Kolhapur). Los estados de Gwalior, Indore y Nagpur gobernados por Marathas perdieron territorio y quedaron bajo una alianza subordinada con el Raj británico como estados principescos que retuvieran la soberanía interna bajo la supremacía británica. Otros pequeños estados principescos Maratha fueron retenidos también bajo el Raj británico.
La tercera guerra anglo-maratha luchada por los señores de la guerra Maratha por separado en lugar de formar un frente común y se rindieron uno por uno. Shinde y el Pashtun Amir Khan fueron sometidos por el uso de la diplomacia y la presión, lo que resultó en el Tratado de Gwalior el 5 de noviembre de 1817. Todos los demás jefes de Maratha como los Holkars, Bhonsles y Peshwa abandonaron las armas en 1818 el historiador británico Percival Spear describe 1818 como un año decisivo en la historia de la India, diciendo que para el año "se convirtió en el dominio británico de la India".
La guerra dejó a los británicos, bajo los auspicios de la Compañía Británica de las Indias Orientales, con el control de prácticamente toda la India actual al sur del río Sutlej. El famoso diamante Nassak fue adquirido por la Compañía como parte del botín de la guerra. Los británicos adquirieron grandes extensiones de territorio del Imperio Maratha y, en efecto, pusieron fin a su oposición. Los términos de la rendición que el mayor general John Malcolm ofreció a los Peshwa fueron controvertidos entre los británicos por ser demasiado liberales: a los Peshwa se les ofreció una vida lujosa cerca de Kanpur y se les otorgó una pensión de aproximadamente 80,000 libras.

## Gobernantes Maratha

### Casa real de Shivaji
- Shivaji (1630-1680)
- Sambhaji
- Rajaram
- Shahuji
- Shahu Maharaj

### Casa de los Peshwa
- Balaji Vishwanath
- Bajirao I
- Balaji Bajirao
- Peshwa Madhavrao